# Brezovac (żupania bielowarsko-bilogorska)
Brezovac – wieś w Chorwacji, w żupanii bielowarsko-bilogorskiej, w mieście Bjelovar. W 2011 roku liczyła 1080 mieszkańców.